# Бейкерит
Бакерит — це загальна назва гідратованого боросилікатного гідроксиду кальцію, мінералу боросилікат (хімічна формула Ca4B4(BO4)(SiO4)3(OH)3·(H2O)) що зустрічається у вулканічних породах в районі Бейкер (Каліфорнія). Дискредитований мінерал: IMA2016-A.

## Етимологія та історія
Вперше він був описаний у 1903 році в шахті Штопор-Каньйон, Чорні гори, Каліфорнія, переписна місцевість Фернес-Крік, Національний парк Долини Смерті, Округ Іньо, Каліфорнія, США.. Названо на честь Річарда Бейкера, директора Pacific Coast Borax Company.